# Ihram

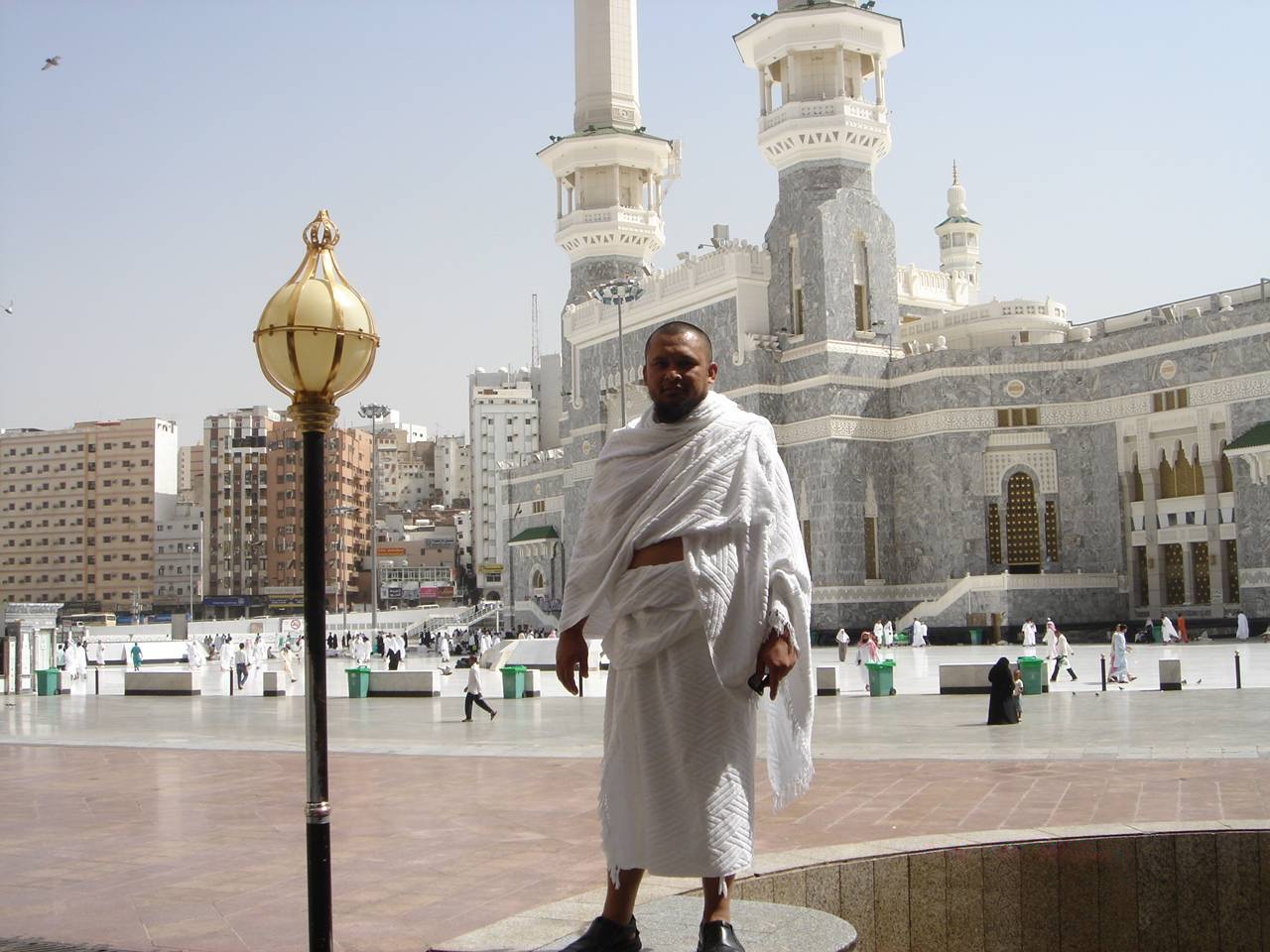
Pèlerin vêtu du vêtement traditionnel lors de sa Oumra.

L'ihram est un terme arabe lié au hajj : tout au long du pèlerinage, le pèlerin doit être en état d'ihram (arabe : إحرام [iḥrām], état de consécration rituelle ; sacralisation ; vêtement de pèlerinage). L'ihrâm symbolise l'entrée dans l'univers sacré. Pour cela, le pèlerin doit se soumettre à une purification physique complète (grandes ablutions) et à une certaine hygiène de vie.
En premier lieu, il faut devenir pur. Pour cela, il lui faut accomplir les étapes suivantes :
- Entrer dans le territoire du pèlerinage et procéder au lavage rituel sous la douche ou au lavage de tout le corps (grandes ablutions).
- Les pèlerins de sexe masculin doivent porter un habit composé de deux pièces d'étoffe blanche, non cousues, dans lesquelles ils s'enroulent, en prenant soin de libérer l'épaule droite. De plus, ils doivent veiller à ce que leur tête et leur visage ne soient pas couverts.
- Les femmes ont le droit de porter des habits couvrant tout le corps, mais elles ne doivent pas couvrir leurs mains et leur visage.

Pendant la période de sacralisation, ces différentes actions sont interdites :
- Mariage, proposition de mariage.
- Courir ou participer à des concours de course.
- Se couvrir la tête, pour les hommes.
- Se couper les cheveux et les ongles.
- Se parfumer.
- Chasser le gibier[1].

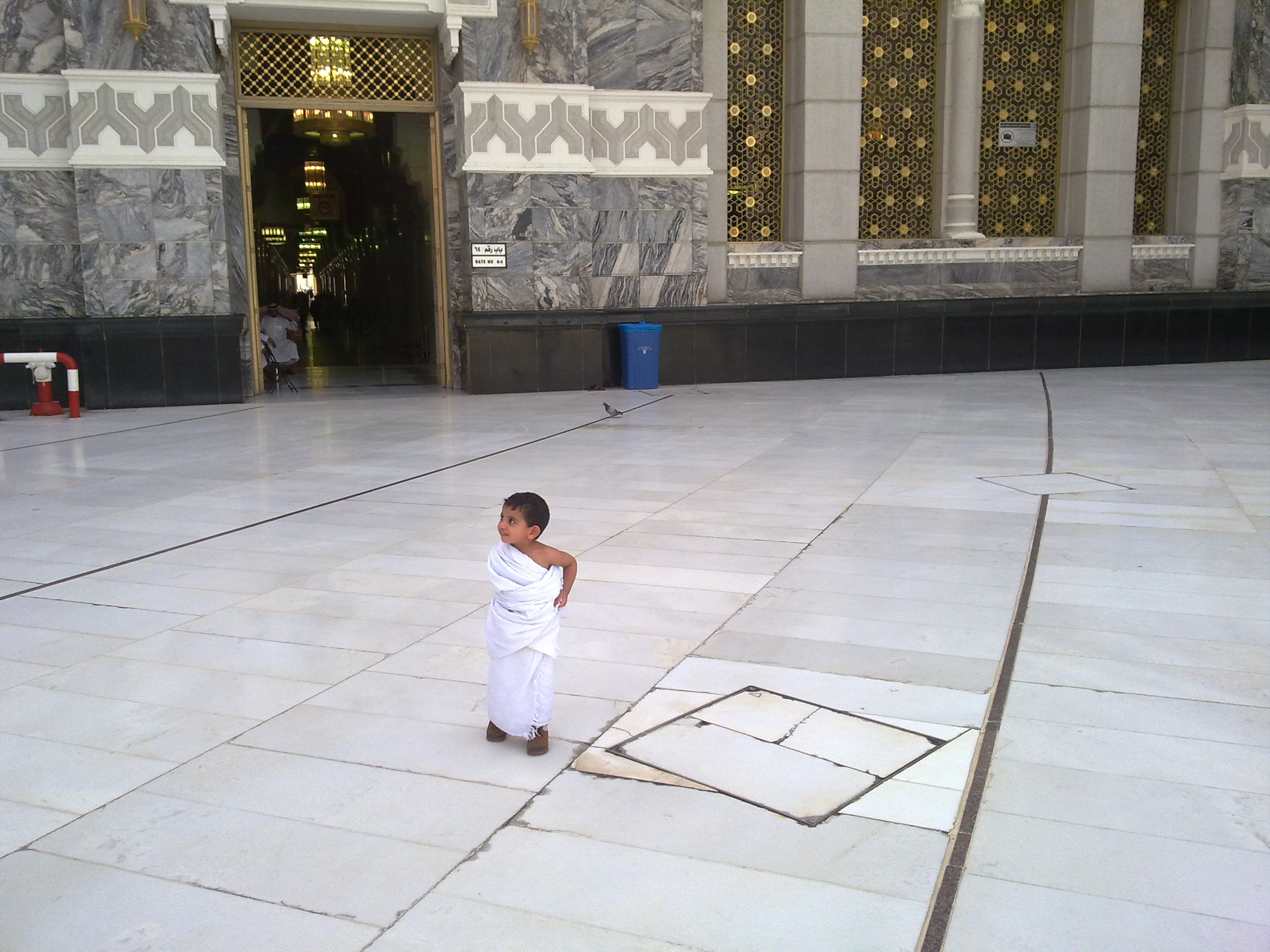
Enfant portant le vêtement de l'ihrâm.

À la fin du pèlerinage, pour sortir de cet état de sacralisation, le pèlerin (homme) devra se couper les cheveux ou mieux se raser le crâne; la femme devra faire raccourcir ses cheveux. Le pèlerin devra en outre quitter son vêtement de pèlerinage.